# 国際アニメーション研究所
国際アニメーション研究所（こくさいアニメーションけんきゅうじょ）は、かつて東京都渋谷区広尾に本部を置いたアニメーションの専門学校。

## 概要
「プロアニメーター養成校」「日本最大のアニメーション総合研修センター」を謳い、現場主義の実践教育を展開。主にアニメーター育成に力を入れ、土器手司、後藤隆幸、中島敦子といった人材を輩出した。
各教室はスタジオと呼ばれ、広尾スタジオ、目白スタジオ、名古屋スタジオが確認できる。

## 学科
※1989年4月生受付時点
- アニメーション専科
- TVアニメーション専科
- アニメーション美術科
- アニメーション映像科
- 仕上げチーフ養成科
- アニメーション教師養成科
- アニメーション国際科

## 主な出身者
- 土器手司
- 後藤隆幸
- 菅沼栄治
- 松原秀典
- 舛成孝二
- 中島敦子
- 上野ケン
- 渋谷員子[5]
- 岸田隆宏
- 白取千夏雄
- 山田俊也[6]
- 入好さとる　※中退
- 洞沢由美子　※中退